# Mike Kluge
Michael "Mike" Kluge (ur. 25 września 1962 w Berlinie) – niemiecki kolarz przełajowy, górski i szosowy, czterokrotny medalista przełajowych mistrzostw świata.

## Kariera
Pierwszy sukces w karierze Mike Kluge osiągnął w 1985 roku, kiedy zdobył złoty medal w kategorii amatorów podczas przełajowych mistrzostw świata w Monachium. Wynik ten powtórzył też na mistrzostwach świata w Mladej Boleslav w 1987 roku, a pięć lat później, już jako zawodowiec, zwyciężył na mistrzostwach świata w Leeds. W tych ostatnich zawodach wyprzedził bezpośrednio Karela Camrdę z Czechosłowacji oraz	Adriego van der Poela z Holandii. Ostatni medal zdobył podczas przełajowych mistrzostw świata w Azzano Decimo w 1993 roku, gdzie był drugi. Lepszy był tylko Francuz Dominique Arnould, a trzecie miejsce zajął Holender Wim de Vos. Wielokrotnie zdobywał mistrzostwo kraju w kolarstwie przełajowym. Nigdy nie stanął na podium zawodów Pucharze Świata w kolarstwie przełajowym. W 1996 roku wystartował w cross-country na igrzyskach olimpijskich w Atlancie, jednak nie ukończył rywalizacji. Startował również w wyścigach szosowych, ale bez większych sukcesów.